# Cihangir
Cihangir, Dżihangir, osm. الأمير جيهانغير (ur. 9 października 1531 w Stambule, zm. 27 listopada 1553 w Aleppo) – osmański książę (şehzade), syn sułtana Sulejmana Wspaniałego i Roksolany, znanej również jako Hürrem.

## Życiorys
Urodził się w 1531 jako szóste, ostatnie dziecko Sulejmana i Roksolany. Rodzeństwo Cihangira to, w kolejności wieku: Mehmed, Mihrimah, Abdullah (zmarły w dzieciństwie), Selim, Bajazyd. Jego przyrodnim bratem był Mustafa, syn Mâhidevrân. 
Cihangir urodził się chory i przez całe życie cierpiał, a w dorosłym wieku z powodu choroby był garbaty. Prawdopodobnie właśnie dlatego stał się ulubionym dzieckiem swoich rodziców i jego kalectwo mogło grać rolę w tym, że Roksolana, wbrew zwyczajom, nie towarzyszyła żadnemu ze swoich synów po powołaniu ich na zarządców odległych prowincji, ale mogła pozostawać w pałacu Topkapı, co przyczyniało się do ciągłego wzrostu jej wpływów na niespotykaną skalę. 
Książę otrzymał bardzo dobre wykształcenie i wyróżniał się inteligencją wśród rodzeństwa. Silnie związany był ze starszym bratem Mustafą, straconym w 1553 na rozkaz sułtana. Według współczesnych mu przekazów, Cihangir umarł z bólu po śmierci Mustafy. Pochowano go w stambulskim meczecie Şehzade, który wybudowano na cześć jego, zmarłego dziesięć lat wcześniej, brata Mehmeda.
Od jego imienia pochodzi nazwa dzielnicy Stambułu Cihangir, w której na zlecenie Sulejmana został wzniesiony przez słynnego ówczesnego architekta Sinana drewniany meczet na cześć jego syna.

## Postać w kulturze
Cihangir jest jedną z postaci tureckiego serialu telewizyjnego Wspaniałe stulecie (Muhteşem Yüzyıl). W jego rolę w wieku dziecięcym wcielił się Aybars Kartal Özson, a w wieku dorosłym, od czwartego sezonu, Tolga Sarıtaş.